# 張永賢
張永賢，JP（1920年至2010年9月10日），是一名香港律师、教育家和政治家。
張永賢于1920年出生于中國廣州。1939年于皇仁書院毕业，于香港大学修读文學系。1953年獲得英國律師資格，后来亦获澳洲律師資格，並於1967年開設了張永賢律師行。後來他成為一名公證人，于1981年成為中國第一批任命的委托公證人之一，亦成为國際公証人，2002年被授予香港律師會名譽會員，2003年獲香港律師公會登上榮譽榜。
1962年，張永賢和妹妹周張慧冰以及其他香港大學校友建立了文理書院（香港），并擔任校監。1977年是香港世界龍岡學校的創始人之一。后来担任皇仁書院名譽顧問。于1966年至2000年间担任香港小童群益會主席。于2001至2002年度担任皇仁舊生會中學校董會校監。
張永賢在1959年香港市政局選舉為香港公民協會候選人，但沒有當選。后来在1963年的選舉中獲得席位，成为市政局議員，但1967年没有获得连任。張永賢曾任香港屋宇委員會委員，香港公民協會主席，1977年以法律顧問的身份加入香港華人革新協會，后来于1993年成為其華人革新協會的榮譽會長。
張永賢於2010年9月10日在養和醫院死亡。香港小童群益會為紀念他，设立了張永賢律師奮進獎學金。